# Чакани
Чакани (словац. Čakany) — село в окрузі Дунайська Стреда Трнавського краю Словаччини. Площа села 11,19 км². Станом на 31 грудня 2015 року в селі проживало 629 жителів.

## Географія
Поруч знаходиться охоронювана територія Губіцький парк.
Протікають канал Малиново-Благова і Трновський канал.

## Історія
Перші згадки про село датуються 1254 роком.

## Населення
| Рік:            | 1994. | 2004.   | 2014.   | 2024.   |
| --------------- | ----- | ------- | ------- | ------- |
| Кількість осіб: | 526   | 574     | 606     | 621     |
| Різниця:        |       | +9,12 % | +5,57 % | +2,47 % |

| Рік:            | 2023. | 2024.   |
| --------------- | ----- | ------- |
| Кількість осіб: | 625   | 621     |
| Різниця:        |       | -0,64 % |